# Archicofradía de Nuestra Señora de los Dolores
La Archicofradía de Nuestra Señora de los Dolores  es una cofradía católica de la ciudad de Astorga, España. Fue fundada el 4 de abril de 1911, y tiene su sede en la iglesia de San Bartolomé.

## Emblema
El emblema está formado por un corazón atravesado por siete cuchillos.

## Indumentaria

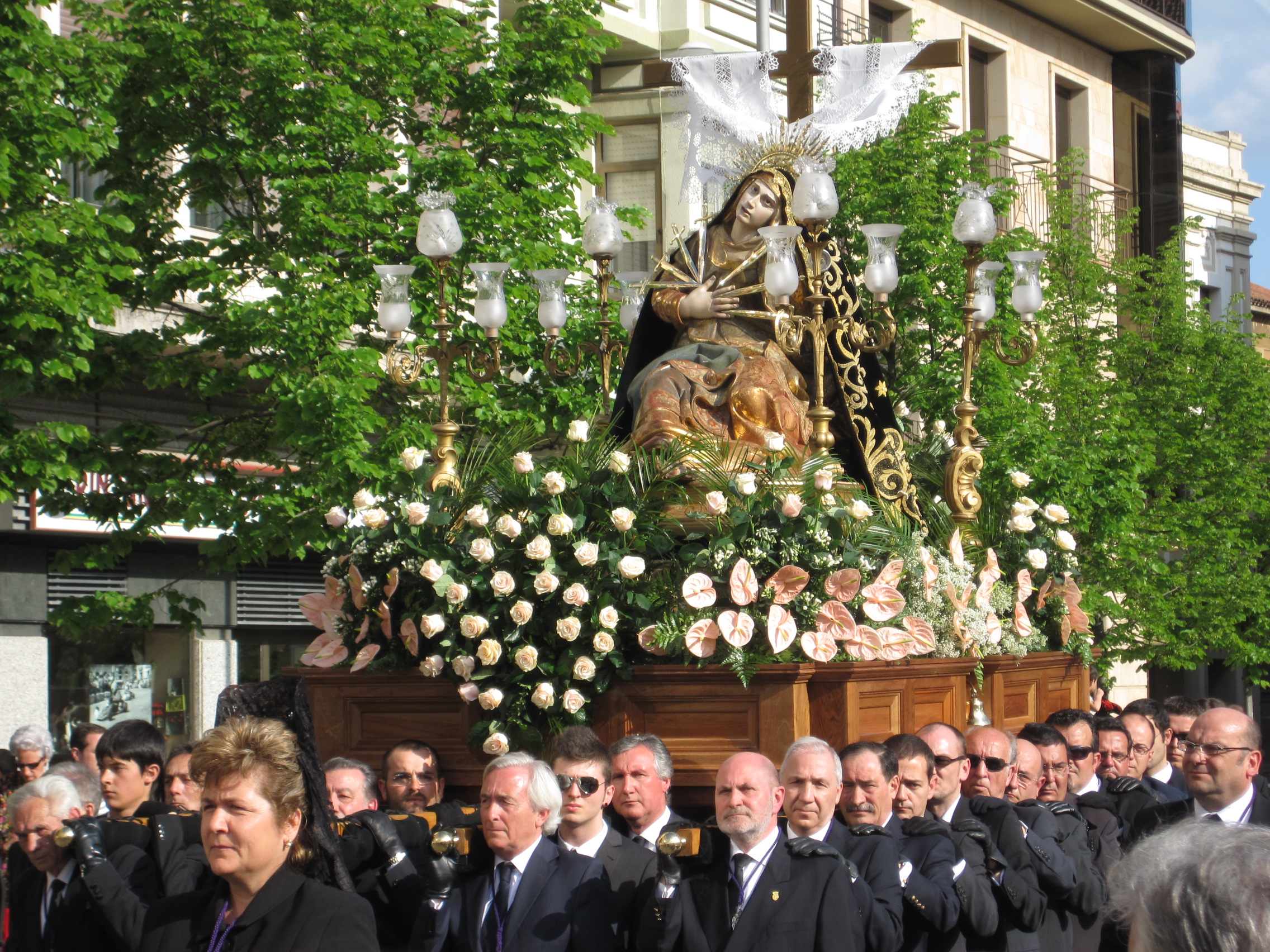
Virgen de los Dolores

El hábito se compone de túnica y escapulario morados.

## Actos y procesiones
La cofradía participa en las siguientes procesiones:
- Domingo de Ramos: Procesión de Nuestra Señora de los Dolores.
- Martes Santo: Vía crucis organizado por la Junta Profomento de la Semana Santa. Las distintas cofradías se concentran en el centro de la ciudad para ir en procesión conjunta hasta la Catedral, donde se celebra el vía crucis.

## Pasos
La cofradía procesiona el siguiente paso:
- Virgen de los Dolores: obra realizada por José de Rozas en 1705 siguiendo el modelo de Juan de Juni para la cofradía de las Angustias de Valladolid. La policromía corrió a cargo de Manuel y Agustín Estrada.